# Leave in Silence
Leave in Silence är en låt av den brittiska gruppen Depeche Mode från gruppens andra album A Broken Frame. Den utgavs som singel i augusti 1982 och nådde artonde plats på den brittiska singellistan. På den svenska singellistan nådde singeln sjuttonde plats.
Låten finns i fyra versioner: albumversionen, den något nedkortade singelversionen, samt två remixversioner: "Longer" och "Quieter". B-sidan Excerpt From: My Secret Garden är en instrumental version av albumspåret My Secret Garden från A Broken Frame.
Remixen "Leave in Silence (Claro Intelecto 'The Last Time' Remix)" finns med på Remixes 2: 81–11.

## Låtförteckning
7": Mute / 7Bong1 (UK)
1. "Leave in Silence" – 4:00
2. "Excerpt From: My Secret Garden" – 3:16

12": Mute / 12Bong1 (UK)
1. "Leave in Silence (Longer)" – 6:32
2. "Further Excerpts From: My Secret Garden" – 4:23
3. "Leave in Silence (Quieter)" – 3:42

CD: Mute / CDBong1 (UK)1
1. "Leave in Silence" – 4:00
2. "Excerpt From: My Secret Garden" – 3:16
3. "Leave in Silence (Longer)" – 6:32
4. "Further Excerpts From: My Secret Garden" – 4:23
5. "Leave in Silence (Quieter)" – 3:42

- 1CD utgiven 1991
- Alla låtar skrivna av Martin Gore